# Brussels Basketball in het seizoen 2024/25
Het seizoen 2024/2025 was het 26e jaar in het bestaan van de Brusselse basketbalclub Brussels Basketball sinds de fusie in 1999.

## Verloop
De Belgische spelers van vorig seizoen bleven en de buitenlandse spelers vertrokken op de Fransman Jared Ambrose na. Nieuwe spelers waren: Jalen Finch, Eric Boone, Joe Agu Onyeka, Nikola Djogo en Tucker Richardson. De Amerikaan Eric Boone verliet in december 2024 de ploeg en werd vervangen door zijn landgenoot Raijon Kelly. De Canadees Nikola Djogo verliet in maart 2025 de club nadat hij lange tijd buiten strijd was met een rugblessure.
Brussels verloor in de Beker van België in de achtste finale van Kortrijk Spurs waardoor ze meteen uitgeschakeld werden. In het reguliere seizoen van de BNXT League eindigde de club als vijfde en kwalificeerde zich hiermee voor de play-offs. In de kwartfinale werd er verloren van Limburg United waarna het seizoen erop zat.

## Ploeg
Antwerp Giants ·
Brussels Basketball ·
Den Helder Suns ·
Donar ·
Feyenoord ·
Heroes Den Bosch ·
Kangoeroes Basket Mechelen ·
Kortrijk Spurs ·
Landstede Hammers ·
Leuven Bears ·
Limburg United ·
LWD Basket ·
Okapi Aalst ·
Oostende ·
PrismaWorx BAL ·
Spirou Charleroi ·
QSTA United ·
Union Mons-Hainaut ·
ZZ Leiden